# Cosa resterà (Irama)
Cosa resterà è un singolo del cantautore italiano Irama, pubblicato il 28 novembre 2015 come primo estratto dal primo album in studio Irama. Il brano è entrato in rotazione radiofonica il 4 dicembre successivo.

## Descrizione
Il brano, composto dallo stesso cantautore con Giulio Nenna, è stato presentato per la prima volta dal vivo dal cantautore il 27 novembre 2015, in occasione della sua partecipazione all'ottava edizione del concorso canoro Sanremo Giovani, che gli ha consentito l'ammissione di diritto al 66º Festival di Sanremo nella sezione "Nuove proposte", manifestazione nella quale si è classificato settimo.

## Video musicale
Il Video musicale, diretto da Claudio Zagarini, è stato pubblicato il 29 gennaio 2016 attraverso il canale YouTube della Warner Music Italy.

## Tracce
Testi di Filippo Maria Fanti, musiche di Giulio Nenna.
1. Cosa resterà – 3:09

## Classifiche
| Classifica (2016) | Posizione massima |
| ----------------- | ----------------- |
| Italia            | 100               |